# Alfred Korach
Alfred Korach (∗ 17. Juli 1893 in Königsberg; † 4. Juni 1979 in Männedorf) war ein deutsch-amerikanischer Arzt im Öffentlichen Gesundheitsdienst.

## Leben und Wirken
Alfred Korach wurde als Sohn des Kaufmanns Max Korach (1854–1922) und seiner Ehefrau Clara (1866–1951) in Königsberg in Preußen geboren. Seine Schulausbildung schloss er am Friedrichskollegium in Königsberg ab. Von 1911 bis 1919 studierte er mit Unterbrechung durch Teilnahme im Sanitätsdienst während des Ersten Weltkrieges Medizin und Volkswirtschaft in München, Freiburg im Breisgau, Königsberg, Straßburg, Rostock und Berlin. In Berlin besuchte er Vorlesungen und Seminare zur Hygiene bei Alfred Grotjahn und bei Adolf Gottstein. In Königsberg wurde er 1920 zum Dr. med. promoviert.
Von 1919 bis 1921 war er zunächst Volontärassistent, dann Assistent am Untersuchungsamt für ansteckende Krankheiten in Berlin-Charlottenburg unter Walter Oettinger. Hier konstruierte er das »Polyagglutinoskop«, einen serologischen Untersuchungsapparat für Reihenuntersuchungen. Nach einer Weiterbildung an der Akademie für Staatsmedizin in Berlin war er von 1921 bis 1923 auf Empfehlung von Adolf Gottstein wissenschaftlicher Mitarbeiter in der Medizinalabteilung des »Preußischen Ministeriums für Volkswohlfahrt«. Hier war er mit der kommunalen Seuchenbekämpfung und mit dem Desinfektionswesen befasst. Vom 9. August 1922 bis zum 18. August 1933 war Alfred Korach Stadtarzt der Deputation für Wohnungs-, Gesundheits- und Ernährungswesen des Stadtbezirks Prenzlauer Berg. Er organisierte die 14-tägigen Arbeitstreffen der 20 Berliner Stadtärzte und übernahm von 1927 bis 1933 den Vorsitz der Vereinigung der Berliner Stadtärzte.

### Aktivitäten in der SPD und öffentliche Ämter (Auswahl)
- 1918 trat Alfred Korach in die SPD ein und gründete 1919 in Jena den »Verband der Deutschen Sozialistischen Studentenorganisationen«
- 1920–1933 war er Mitglied des SPD-Kreisvorstandes Berlin-Wilmersdorf, der ihn 1933 wieder als Spitzenkandidat für die Stadtverordnetenwahl nominierte
- 1921–1933 Mitglied der Pressekommission des »Vorwärts«
- 1931–1933 Stadtverordneter von Berlin, Mitglied des SPD-Hauptausschusses für Höhere Erziehung
- 1921 Vorstandsmitglied des »Sozialdemokratischen Ärztevereins«
- Zusammen mit Raphael Silberstein, Alfred Grotjahn, Benno Chajes, Felix Königsberger, Franz Karl Meyer-Brodnitz und Ludwig Jaffé aktiv in der 1926 gegründeten »Arbeitsgemeinschaft sozialdemokratischer Ärzte«
- 1929–1933 Vorsitzender der »Arbeitsgemeinschaft sozialdemokratischer Ärzte«
- 1928–1933 Mitglied der »Berliner Ärztekammer« (Vorsitzender der sozialdemokratischen Fraktion)
- 1930–1933 Mitherausgeber der »Sozialärztlichen Rundschau« (Wien-Berlin)
- Mitglied der »Arbeiterwohlfahrt« und Vorsitzender von deren Ausschuss für Sozialmedizin[2]
- Mitglied und über viele Jahre auch Mitarbeiter des »Allgemeinen Deutschen Gewerkschaftsbundes«
- Mitglied des Reichsvorstandes des Deutschen Vereins der ärztlichen Kommunalbeamten, zeitweise auch dessen Geschäftsführer sowie stellvertretender Vorsitzender des zugehörigen Landesverbandes Berlin-Brandenburg

### Verfolgung – Flucht – Emigration
Am 14. März 1933 wurde Alfred Korach auf Anweisung von Hermann Göring und von Leonardo Conti durch einen SA-Sturmtrupp verhaftet und in ein SA-Quartier gebracht. Auf Intervention des Polizeipräsidiums wurde er in das Polizeipräsidium am Alexanderplatz überstellt und auf richterliche Anordnung am 17. März 1933 entlassen.
Am 22. März 1933 wurde er wegen seiner SPD-Aktivitäten von seinem Posten als Stadtarzt beurlaubt – die endgültige Kündigung erfolgte am 18. August 1933. Zusammen mit weiteren 60 Spitzenmitarbeitern der SPD wurde er am 23. Juni 1933 erneut verhaftet und zwei Wochen lang im Polizeigefängnis Alexanderplatz und in Spandau gefangen gehalten. Durch Vermittlung seiner späteren Frau kam er frei, wurde aber unter Polizeiaufsicht gestellt.
Am 17. Juli 1933 gelang ihm die Flucht über das Kurische Haff und durch das Memelland nach England. Am 1. September 1933 heiratete er in Folkestone Käthe Maier (geb. Jacobson). Vom 23. Oktober 1933 bis 13. Juni 1935 wohnte er in Paris, wo er keine Anstellung fand. Auf Vermittlung der »Notgemeinschaft deutscher Wissenschaftler im Ausland« arbeitete er vom 15. Juli 1935 bis zum 17. Dezember 1936 als Konsultarzt für kommunale Hygiene in der Haupt-Staats-Sanitätsinspektion der UdSSR in Moskau. In Moskau widmete er sich vor allem Fragen der Städtesanierung und weiteren Fragen des öffentlichen Gesundheitswesens. Am 23. Dezember 1936 reiste er über Finnland nach Schweden ein, wo er sich in Stockholm bis zum 8. Juni 1937 aufhielt.
Im Juli 1937 emigrierte er in die USA, wo er von März 1938 bis Juni 1939 als „Visiting Lecturer in Public Health Administration“ am Massachusetts Institute of Technology in Cambridge arbeitete. Er wechselte, zunächst als „Lecturer“, bald danach als „Assistant Professor“ für Öffentliches Gesundheitswesen (Preventive Medicine) an die Universität von Cincinnati/Ohio.
1943 erwarb er zusammen mit seiner Frau die amerikanische Staatsbürgerschaft. Nach seiner Emeritierung übersiedelte das Paar 1964 nach Männedorf in die Schweiz, wo sie ihren Lebensabend verbrachten.